# Ghioroc
Ghioroc là một xã thuộc hạt Arad, România. Dân số thời điểm năm 2002 là 4066 người.